# イタリア国際 (テニス)
BNLイタリア国際（イタリア語: Internazionali BNL d'Italia）は、イタリアのローマで行われる男女共催の国際テニス競技大会。

## 概要
開催時期は5月中旬。サーフェスはアンツーカーを採用したクレーコートであり、全仏オープンの前哨戦に位置づけられている。男子部門はATPマスターズ1000、女子部門はWTA 1000に指定されており、世界ランキング上位選手の出場が義務付けられている。また、男子の場合は開催地に因んだローマ・マスターズの名称で知られている。
BNPパリバ傘下のBNLがタイトルスポンサーを務めている。

## 記録

### 男子シングルス
- 最多優勝: 10
  -  ラファエル・ナダル (2005-07, 2009-10, 2012-13, 2018-19,2021)
- 最多決勝進出記録: 12
  -  ラファエル・ナダル (2005-07, 2009-14, 2018-19,2021)
  -  ノバク・ジョコビッチ (2008-09, 2011-12, 2014-17,2019-22)
- 連覇記録: 3
  -  ラファエル・ナダル (2005-07)
- 連続決勝進出記録: 6
  -  ラファエル・ナダル (2009-2014)

### 女子シングルス
- 最多優勝: 5
  -  クリス・エバート
- 最多決勝進出: 7
  -  クリス・エバート
- 連覇記録: 4
  -  コンチタ・マルティネス (1993-96)
- 連続決勝進出記録: 5
  -  コンチタ・マルティネス (1993-97)

## 歴代優勝者

### 男子シングルス
| 年            | 優勝者                         | 準優勝者                     | スコア                      |
| ------------- | ------------------------------ | ---------------------------- | --------------------------- |
| 1930年        | ビル・チルデン                 | ウンベルト・デ・モルプルゴ   | 6-1, 6-1, 6-2               |
| 1931年        | ジョージ・ヒューズ             | アンリ・コシェ               | 6-4, 6-3, 6-2               |
| 1932年        | アンドレ・メルラン             | ジョージ・ヒューズ           | 6-1, 5-7, 6-0, 8-6          |
| 1933年        | エマヌエーレ・セルトリオ       | アンドレ・マルタン＝レゲイ   | 6-3, 6-1, 6-3               |
| 1934年        | ジョバンニ・パルミエリ         | ジョルジオ・デ・ステファーニ | 6-3, 6-0, 7-5               |
| 1935年        | ウィルマー・ハインズ           | ジョバンニ・パルミエリ       | 6-3, 10-8, 9-7              |
| 1936年-1949年 | 大会開催なし                   | 大会開催なし                 | 大会開催なし                |
| 1950年        | ヤロスラフ・ドロブニー         | ビル・タルバート             | 6-4, 6-3, 7-9, 6-2          |
| 1951年        | ヤロスラフ・ドロブニー         | ジョバンニ・クチェリ         | 6-1, 10-8, 6-0              |
| 1952年        | フランク・セッジマン           | ヤロスラフ・ドロブニー       | 7-5, 6-3, 1-6, 6-4          |
| 1953年        | ヤロスラフ・ドロブニー         | ルー・ホード                 | 6-2, 6-1, 6-2               |
| 1954年        | バッジ・パティー               | エンリケ・モレア             | 11-9, 6-4, 6-4              |
| 1955年        | ファウスト・ガルディーニ       | ジュゼッペ・メルロ           | 1-6, 6-1, 3-6, 6-6 途中棄権 |
| 1956年        | ルー・ホード                   | スベン・デビッドソン         | 7-5, 6-2, 6-0               |
| 1957年        | ニコラ・ピエトランジェリ       | ジュゼッペ・メルロ           | 8-6, 6-2, 6-4               |
| 1958年        | メルビン・ローズ               | ニコラ・ピエトランジェリ     | 5-7, 8-6, 6-4, 1-6, 6-2     |
| 1959年        | ルイス・アヤラ                 | ニール・フレーザー           | 6-3, 3-6, 6-3, 6-3          |
| 1960年        | バリー・マッケイ               | ルイス・アヤラ               | 7-5, 7-5, 0-6, 0-6, 6-1     |
| 1961年        | ニコラ・ピエトランジェリ       | ロッド・レーバー             | 6-8, 6-1, 6-1, 6-2          |
| 1962年        | ロッド・レーバー               | ロイ・エマーソン             | 6-2, 1-6, 3-6, 6-3, 6-1     |
| 1963年        | マーティン・マリガン           | ボロ・ヨワノビッチ           | 6-2, 4-6, 6-3, 8-6          |
| 1964年        | ヤン＝エリック・ルンドクイスト | フレッド・ストール           | 1-6, 7-5, 6-3, 6-1          |
| 1965年        | マーティン・マリガン           | マニュエル・サンタナ         | 1-6, 6-4, 6-3, 6-1          |
| 1966年        | トニー・ローチ                 | ニコラ・ピエトランジェリ     | 11-9, 6-1, 6-3              |
| 1967年        | マーティン・マリガン           | トニー・ローチ               | 6-3, 0-6, 6-4, 6-1          |
| 1968年        | トム・オッカー                 | ボブ・ヒューイット           | 10-8, 6-8, 6-1, 1-6, 6-0    |
| 1969年        | ジョン・ニューカム             | トニー・ローチ               | 6-3, 4-6, 6-2, 5-7, 6-3     |
| 1970年        | イリ・ナスターゼ               | ヤン・コデシュ               | 6-3, 1-6, 6-3, 8-6          |
| 1971年        | ロッド・レーバー               | ヤン・コデシュ               | 7-5 6-3 6-3                 |
| 1972年        | マニュエル・オランテス         | ヤン・コデシュ               | 4-6, 6-1, 7-5, 6-2          |
| 1973年        | イリ・ナスターゼ               | マニュエル・オランテス       | 6-1, 6-1, 6-1               |
| 1974年        | ビョルン・ボルグ               | イリ・ナスターゼ             | 6-3, 6-4, 6-2               |
| 1975年        | ラウル・ラミレス               | マニュエル・オランテス       | 7-6, 7-5, 7-5               |
| 1976年        | アドリアーノ・パナッタ         | ギリェルモ・ビラス           | 2-6, 7-6, 6-2, 7-6          |
| 1977年        | ビタス・ゲルレイティス         | アントニオ・ズガレッリ       | 6-2, 7-6, 3-6, 7-6          |
| 1978年        | ビョルン・ボルグ               | アドリアーノ・パナッタ       | 1-6, 6-3, 6-1, 4-6, 6-3     |
| 1979年        | ビタス・ゲルレイティス         | ギリェルモ・ビラス           | 6-7, 7-6, 6-7, 6-4, 6-2     |
| 1980年        | ギリェルモ・ビラス             | ヤニック・ノア               | 6-0, 6-4, 6-4               |
| 1981年        | ホセ・ルイス・クラーク         | ビクトル・ペッチ             | 6-3, 6-4, 6-0               |
| 1982年        | アンドレス・ゴメス             | エリオット・テルチャー       | 6-2, 6-3, 6-2               |
| 1983年        | ジミー・アリアス               | ホセ・ヒゲラス               | 6-2, 6-7, 6-1, 6-4          |
| 1984年        | アンドレス・ゴメス             | アーロン・クリックステイン   | 2-6, 6-1, 6-2, 6-2          |
| 1985年        | ヤニック・ノア                 | ミロスラフ・メチージュ       | 6-3, 3-6, 6-2, 7-6          |
| 1986年        | イワン・レンドル               | エミリオ・サンチェス         | 7-5, 4-6, 6-1, 6-1          |
| 1987年        | マッツ・ビランデル             | マルティン・ハイテ           | 6-3, 6-4, 6-4               |
| 1988年        | イワン・レンドル               | ギリェルモ・ペレス＝ロルダン | 2-6, 6-4, 6-2, 4-6, 6-4     |
| 1989年        | アルベルト・マンシーニ         | アンドレ・アガシ             | 6-3, 4-6, 2-6, 7-6, 6-1     |
| 1990年        | トーマス・ムスター             | アンドレイ・チェスノコフ     | 6-1, 6-3, 6-1               |
| 1991年        | エミリオ・サンチェス           | アルベルト・マンシーニ       | 6-3, 6-1, 3-0 途中棄権      |
| 1992年        | ジム・クーリエ                 | カルロス・コスタ             | 7-6, 6-0, 6-4               |
| 1993年        | ジム・クーリエ                 | ゴラン・イワニセビッチ       | 6-1, 6-2, 6-2               |
| 1994年        | ピート・サンプラス             | ボリス・ベッカー             | 6-1, 6-2, 6-2               |
| 1995年        | トーマス・ムスター             | セルジ・ブルゲラ             | 3-6, 7-6, 6-2, 6-3          |
| 1996年        | トーマス・ムスター             | リカルト・クライチェク       | 6-2, 6-4, 3-6, 6-3          |
| 1997年        | アレックス・コレチャ           | マルセロ・リオス             | 7-5, 7-5, 6-3               |
| 1998年        | マルセロ・リオス               | アルベルト・コスタ           | 不戦勝                      |
| 1999年        | グスタボ・クエルテン           | パトリック・ラフター         | 6-4, 7-5, 7-6               |
| 2000年        | マグヌス・ノーマン             | グスタボ・クエルテン         | 6-3, 4-6, 6-4, 6-4          |
| 2001年        | フアン・カルロス・フェレーロ   | グスタボ・クエルテン         | 3-6, 6-1, 2-6, 6-4, 6-2     |
| 2002年        | アンドレ・アガシ               | トミー・ハース               | 6-3, 6-3, 6-0               |
| 2003年        | フェリックス・マンティーリャ   | ロジャー・フェデラー         | 7-5, 6-2, 7-6               |
| 2004年        | カルロス・モヤ                 | ダビド・ナルバンディアン     | 6-3, 6-3, 6-1               |
| 2005年        | ラファエル・ナダル             | ギリェルモ・コリア           | 6-4, 3-6, 6-3, 4-6, 7-6     |
| 2006年        | ラファエル・ナダル             | ロジャー・フェデラー         | 6-7, 7-6, 6-4, 2-6, 7-6     |
| 2007年        | ラファエル・ナダル             | フェルナンド・ゴンサレス     | 6-2, 6-2                    |
| 2008年        | ノバク・ジョコビッチ           | スタニスラス・ワウリンカ     | 4-6, 6-3, 6-3               |
| 2009年        | ラファエル・ナダル             | ノバク・ジョコビッチ         | 7-6, 6-2                    |
| 2010年        | ラファエル・ナダル             | ダビド・フェレール           | 7-5, 6-2                    |
| 2011年        | ノバク・ジョコビッチ           | ラファエル・ナダル           | 6-4, 6-4                    |
| 2012年        | ラファエル・ナダル             | ノバク・ジョコビッチ         | 7-5, 6-3                    |
| 2013年        | ラファエル・ナダル             | ロジャー・フェデラー         | 6-1, 6-3                    |
| 2014年        | ノバク・ジョコビッチ           | ラファエル・ナダル           | 4-6, 6-3, 6-3               |
| 2015年        | ノバク・ジョコビッチ           | ロジャー・フェデラー         | 6-4, 6-3                    |
| 2016年        | アンディ・マリー               | ノバク・ジョコビッチ         | 6-3, 6-3                    |
| 2017年        | アレクサンダー・ズベレフ       | ノバク・ジョコビッチ         | 6-4, 6-3                    |
| 2018年        | ラファエル・ナダル             | アレクサンダー・ズベレフ     | 6-1, 1-6, 6-3               |
| 2019年        | ラファエル・ナダル             | ノバク・ジョコビッチ         | 6-0, 4-6, 6-1               |
| 2020年        | ノバク・ジョコビッチ           | ディエゴ・シュワルツマン     | 7-5, 6-3                    |
| 2021年        | ラファエル・ナダル             | ノバク・ジョコビッチ         | 7-5, 1-6, 6-3               |
| 2022年        | ノバク・ジョコビッチ           | ステファノス・チチパス       | 6-0, 7-6(7-5)               |
| 2023年        | ダニール・メドベージェフ       | ホルガ・ルーネ               | 7-5, 7-5                    |
| 2024年        | アレクサンダー・ズベレフ       | ニコラス・ジャリー           | 6-4, 7-5                    |
| 2025年        | カルロス・アルカラス           | ヤニック・シナー             | 7-6(7-5), 6-1               |

### 女子シングルス
| 年            | 優勝者                                 | 準優勝者                         | スコア            |
| ------------- | -------------------------------------- | -------------------------------- | ----------------- |
| 1930年        | リリ・デ・アルバレス                   | ルチア・バレリオ                 | 3-6, 8-6, 6-0     |
| 1931年        | ルチア・バレリオ                       | ドロシー・アンドルース           | 2-6, 6-2, 6-0     |
| 1932年        | イダ・アダモフ                         | ルチア・バレリオ                 | 6-4, 7-5          |
| 1933年        | エリザベス・ライアン                   | イダ・アダモフ                   | 6-1, 6-1          |
| 1934年        | ヘレン・ジェイコブス                   | ルチア・バレリオ                 | 6-3, 6-0          |
| 1935年        | ヒルデ・スパーリング                   | ルチア・バレリオ                 | 6-4, 6-1          |
| 1936年-1949年 | 大会開催なし                           | 大会開催なし                     | 大会開催なし      |
| 1950年        | アナリス・ボッシ                       | パトリシア・クリー               | 6-4, 6-4          |
| 1951年        | ドリス・ハート                         | シャーリー・フライ               | 6-3, 8-6          |
| 1952年        | スーザン・パートリッジ                 | パトリシア・ハリソン             | 6-3, 7-5          |
| 1953年        | ドリス・ハート                         | モーリーン・コノリー             | 4-6, 9-7, 6-3     |
| 1954年        | モーリーン・コノリー                   | パトリシア・ウォード             | 6-3, 6-0          |
| 1955年        | パトリシア・ウォード                   | エリカ・ヴォルマー               | 6-4, 6-3          |
| 1956年        | アリシア・ギブソン                     | ジュジャ・ケルメツィ             | 6-3, 7-5          |
| 1957年        | シャーリー・ブルーマー                 | ドロシー・ヘッド・ノード         | 1-6, 9-7, 6-2     |
| 1958年        | マリア・ブエノ                         | ロレイン・コグラン               | 3-6, 6-3, 6-3     |
| 1959年        | クリスティン・トルーマン               | サンドラ・レイノルズ             | 6-0, 6-1          |
| 1960年        | ジュジャ・ケルメツィ                   | アン・ヘイドン                   | 6-4, 4-6, 6-1     |
| 1961年        | マリア・ブエノ                         | レスリー・ターナー               | 6-4, 6-4          |
| 1962年        | マーガレット・スミス                   | マリア・ブエノ                   | 8-6, 5-7, 6-4     |
| 1963年        | マーガレット・スミス                   | レスリー・ターナー               | 6-3, 6-4          |
| 1964年        | マーガレット・スミス                   | レスリー・ターナー               | 6-1, 6-1          |
| 1965年        | マリア・ブエノ                         | ナンシー・リッチー               | 6-1, 1-6, 6-3     |
| 1966年        | アン・ヘイドン＝ジョーンズ             | アネッテ・バン・ジル             | 8-6, 6-1          |
| 1967年        | レスリー・ターナー                     | マリア・ブエノ                   | 6-3, 6-3          |
| 1968年        | レスリー・ターナー                     | マーガレット・スミス・コート     | 2-6, 6-2, 6-3     |
| 1969年        | ジュリー・ヘルドマン                   | ケリー・メルビル                 | 7-5, 6-3          |
| 1970年        | ビリー・ジーン・キング                 | ジュリー・ヘルドマン             | 6-1, 6-3          |
| 1971年        | バージニア・ウェード                   | ヘルガ・マストホフ               | 6-4, 6-4          |
| 1972年        | リンダ・トゥエロ                       | オルガ・モロゾワ                 | 6-4, 6-3          |
| 1973年        | イボンヌ・グーラゴング                 | クリス・エバート                 | 7-6, 6-0          |
| 1974年        | クリス・エバート                       | マルチナ・ナブラチロワ           | 6-3, 6-3          |
| 1975年        | クリス・エバート                       | マルチナ・ナブラチロワ           | 6-1, 6-0          |
| 1976年        | ミマ・ヤウソベッツ                     | レスリー・ハント                 | 6-1, 6-3          |
| 1977年        | ジャネット・ニューベリー               | レナータ・トマノワ               | 6-3, 7-6          |
| 1978年        | レジナ・マルシコワ                     | バージニア・ルジッチ             | 7-5, 7-5          |
| 1979年        | トレーシー・オースチン                 | シルビア・ハニカ                 | 6-4, 1-6, 6-3     |
| 1980年        | クリス・エバート                       | バージニア・ルジッチ             | 5-7, 6-2, 6-2     |
| 1981年        | クリス・エバート                       | バージニア・ルジッチ             | 6-1, 6-2          |
| 1982年        | クリス・エバート                       | ハナ・マンドリコワ               | 6-0, 6-2          |
| 1983年        | アンドレア・テメシュバリ               | ボニー・ガドゥセク               | 6-1, 6-0          |
| 1984年        | マニュエラ・マレーバ                   | クリス・エバート                 | 6-3, 6-3          |
| 1985年        | ラファエラ・レジ                       | ヴィッキー・ネルソン             | 6-4, 6-4          |
| 1986年        | 女子部門実施なし                       | 女子部門実施なし                 | 女子部門実施なし  |
| 1987年        | シュテフィ・グラフ                     | ガブリエラ・サバティーニ         | 7-5, 4-6, 6-0     |
| 1988年        | ガブリエラ・サバティーニ               | ヘレン・ケレシ                   | 6-1, 6-7, 6-1     |
| 1989年        | ガブリエラ・サバティーニ               | アランチャ・サンチェス・ビカリオ | 6-2, 5-7, 6-4     |
| 1990年        | モニカ・セレシュ                       | マルチナ・ナブラチロワ           | 6-1, 6-1          |
| 1991年        | ガブリエラ・サバティーニ               | モニカ・セレシュ                 | 6-3, 6-2          |
| 1992年        | ガブリエラ・サバティーニ               | モニカ・セレシュ                 | 7-5, 6-4          |
| 1993年        | コンチタ・マルティネス                 | ガブリエラ・サバティーニ         | 7-5, 6-1          |
| 1994年        | コンチタ・マルティネス                 | マルチナ・ナブラチロワ           | 7-6, 6-4          |
| 1995年        | コンチタ・マルティネス                 | アランチャ・サンチェス・ビカリオ | 6-3, 6-1          |
| 1996年        | コンチタ・マルティネス                 | マルチナ・ヒンギス               | 6-2, 6-3          |
| 1997年        | マリー・ピエルス                       | コンチタ・マルティネス           | 6-4, 6-0          |
| 1998年        | マルチナ・ヒンギス                     | ビーナス・ウィリアムズ           | 6-2, 3-6, 6-2     |
| 1999年        | ビーナス・ウィリアムズ                 | マリー・ピエルス                 | 6-4, 6-2          |
| 2000年        | モニカ・セレシュ                       | アメリ・モレスモ                 | 6-2, 7-6          |
| 2001年        | エレナ・ドキッチ                       | アメリ・モレスモ                 | 7-6, 6-1          |
| 2002年        | セリーナ・ウィリアムズ                 | ジュスティーヌ・エナン           | 7-6, 6-4          |
| 2003年        | キム・クライシュテルス                 | アメリ・モレスモ                 | 3-6, 7-6, 6-0     |
| 2004年        | アメリ・モレスモ                       | ジェニファー・カプリアティ       | 3-6, 6-3, 7-6     |
| 2005年        | アメリ・モレスモ                       | パティ・シュナイダー             | 2-6, 6-3, 6-4     |
| 2006年        | マルチナ・ヒンギス                     | ディナラ・サフィナ               | 6-2, 7-5          |
| 2007年        | エレナ・ヤンコビッチ                   | スベトラーナ・クズネツォワ       | 7-5, 6-1          |
| 2008年        | エレナ・ヤンコビッチ                   | アリーゼ・コルネ                 | 6-2, 6-2          |
| 2009年        | ディナラ・サフィナ                     | スベトラーナ・クズネツォワ       | 6-3, 6-2          |
| 2010年        | マリア・ホセ・マルティネス・サンチェス | エレナ・ヤンコビッチ             | 7-6, 7-5          |
| 2011年        | マリア・シャラポワ                     | サマンサ・ストーサー             | 6-2, 6-4          |
| 2012年        | マリア・シャラポワ                     | 李娜                             | 4-6, 6-4, 7-6     |
| 2013年        | セリーナ・ウィリアムズ                 | ビクトリア・アザレンカ           | 6-1, 6-3          |
| 2014年        | セリーナ・ウィリアムズ                 | サラ・エラニ                     | 6-3, 6-0          |
| 2015年        | マリア・シャラポワ                     | カルラ・スアレス・ナバロ         | 4-6, 7-5, 6-1     |
| 2016年        | セリーナ・ウィリアムズ                 | マディソン・キーズ               | 7-6(7-5), 6-3     |
| 2017年        | エリナ・スビトリナ                     | シモナ・ハレプ                   | 4-6, 7-5, 6-1     |
| 2018年        | エリナ・スビトリナ                     | シモナ・ハレプ                   | 6-0, 6-4          |
| 2019年        | カロリナ・プリスコバ                   | ジョアンナ・コンタ               | 6-3, 6-4          |
| 2020年        | シモナ・ハレプ                         | カロリナ・プリスコバ             | 6-0, 2-1 途中棄権 |
| 2021年        | イガ・シフィオンテク                   | カロリナ・プリスコバ             | 6-0, 6-0          |
| 2022年        | イガ・シフィオンテク                   | オンス・ジャバー                 | 6-2, 6-2          |
| 2023年        | エレーナ・リバキナ                     | アンヘリーナ・カリニーナ         | 6-4, 1-0 途中棄権 |
| 2024年        | イガ・シフィオンテク                   | アリーナ・サバレンカ             | 6-2, 6-3          |
| 2025年        | ジャスミン・パオリーニ                 | コリ・ガウフ                     | 6-4, 6-2          |

### 男子ダブルス
| 年            | 優勝者                                                  | 準優勝者                                          | スコア                           |
| ------------- | ------------------------------------------------------- | ------------------------------------------------- | -------------------------------- |
| 1930年        | ビル・チルデン ウィルバー・コーエン                     | ウンベルト・デ・モルプルゴ プラシド・ガスリーニ   | 6-0, 6-3, 6-3                    |
| 1931年        | ジョージ・ヒューズ アルベルト・デル・ボノ               | アンリ・コシェ アンドレ・メルラン                 | 3-6, 8-6, 4-6, 6-4, 6-3          |
| 1932年        | ジョージ・ヒューズ ジョルジオ・デ・ステファーニ         | ジャック・ボンテ アンドレ・メルラン               | 6-2, 6-2, 6-4                    |
| 1933年        | ジャン・ルシュール アンドレ・マルタン＝レゲイ           | ジョバンニ・パルミエリ エマニュエル・セルトリオ   | 6-2, 6-4, 2-6, 6-2               |
| 1934年        | ジョバンニ・パルミエリ ジョージ・リトルトン・ロジャース | ジョージ・ヒューズ ジョルジオ・デ・ステファーニ   | 3-6, 6-4, 9-7, 0-6, 6-2          |
| 1935年        | ジャック・クロフォード ビビアン・マグラス               | ジャン・ボロトラ ジャック・ブルニョン             | 4-6, 4-6, 6-4, 6-2, 6-2          |
| 1936年-1949年 | 大会開催なし                                            | 大会開催なし                                      | 大会開催なし                     |
| 1950年        | ビル・タルバート トニー・トラバート                     | ウィリアム・シッドウェル バッジ・パティー         | 6-3, 6-1, 4-6, 途中棄権          |
| 1951年        | ヤロスラフ・ドロブニー ディック・サビット               | ジョバンニ・クチェリ マルセロ・デル・ベロ         | 6-2, 7-9, 6-1, 6-3               |
| 1952年        | ヤロスラフ・ドロブニー フランク・セッジマン             | ジョバンニ・クチェリ マルセロ・デル・ベロ         | 3-6, 7-5, 3-6, 6-3, 6-2          |
| 1953年        | ケン・ローズウォール ルー・ホード                       | ヤロスラフ・ドロブニー バッジ・パティー           | 6-2, 6-4, 6-2                    |
| 1954年        | ヤロスラフ・ドロブニー エンリケ・モレア                 | トニー・トラバート ビック・セイシャス             | 6-4, 0-6, 3-6, 6-3, 6-4          |
| 1955年        | アーサー・ラーセン エンリケ・モレア                     | ニコラ・ピエトランジェリ オーランド・シロラ       | 6-1, 6-4, 4-6, 7-5               |
| 1956年        | ヤロスラフ・ドロブニー ルー・ホード                     | ニコラ・ピエトランジェリ オーランド・シロラ       | 11-9, 6-2, 6-3                   |
| 1957年        | ニール・フレーザー ルー・ホード                         | ニコラ・ピエトランジェリ オーランド・シロラ       | 6-1, 6-8, 6-0, 6-2               |
| 1958年        | クルト・ニールセン アンタル・ヤンクソ                   | ルイス・アヤラ ドン・キャンディ                   | 8-10, 6-3, 6-2, 1-6. 9-7         |
| 1959年        | ロイ・エマーソン ニール・フレーザー                     | ニコラ・ピエトランジェリ オーランド・シロラ       | 8-6, 6-4, 6-4                    |
| 1960年        | ニコラ・ピエトランジェリ オーランド・シロラ             | ロイ・エマーソン ニール・フレーザー               | 3-6, 7-5, 2-6, 11-11 途中棄権    |
| 1961年        | ロイ・エマーソン ニール・フレーザー                     | ニコラ・ピエトランジェリ オーランド・シロラ       | 6-2, 6-4, 11-9                   |
| 1962年        | ロッド・レーバー ニール・フレーザー                     | ジョン・ニューカム ケン・フレッチャー             | 11-9, 6-2, 6-4                   |
| 1963年        | ボブ・ヒューイット フレッド・ストール                   | ニコラ・ピエトランジェリ オーランド・シロラ       | 6-3, 6-3, 6-1                    |
| 1964年        | ボブ・ヒューイット フレッド・ストール                   | ジョン・ニューカム トニー・ローチ                 | 7-5, 6-3, 3-6, 7-5               |
| 1965年        | ジョン・ニューカム トニー・ローチ                       | トーマス・コッホ ロナルド・バーンズ               | 1-6, 6-4, 2-6, 12-10, 途中棄権   |
| 1966年        | ロイ・エマーソン フレッド・ストール                     | ニコラ・ピエトランジェリ クリフ・ドリスデール     | 6-4, 12-10, 6-3                  |
| 1967年        | ボブ・ヒューイット フルー・マクミラン                   | オーウェン・デビッドソン ビル・ボウリー           | 6-3, 2-6, 6-3, 9-7               |
| 1968年        | マーティー・リーセン トム・オッカー                     | アラン・ストーン ニコラス・カロゲロプーロス       | 6-3, 6-4, 6-2                    |
| 1969年        | ジョン・ニューカム トニー・ローチ                       | マーティー・リーセン トム・オッカー               | 6-4, 1-6, 途中棄権               |
| 1970年        | イリ・ナスターゼ イオン・ティリアック                   | オーウェン・デビッドソン ビル・ボウリー           | 0-6, 10-8, 6-3, 6-8, 6-1         |
| 1971年        | ジョン・ニューカム トニー・ローチ                       | アンドレス・ヒメノ ロジャー・テーラー             | 6-4, 6-4                         |
| 1972年        | イリ・ナスターゼ イオン・ティリアック                   | ルー・ホード フルー・マクミラン                   | 3-6, 3-6, 6-4, 6-4, 5-3 途中棄権 |
| 1973年        | ジョン・ニューカム トム・オッカー                       | ロス・ケース ジェフ・マスターズ                   | 6-2, 6-3, 6-4                    |
| 1974年        | ブライアン・ゴットフリート ラウル・ラミレス             | イリ・ナスターゼ フアン・ヒスベルト               | 6-3, 6-2, 6-3                    |
| 1975年        | ブライアン・ゴットフリート ラウル・ラミレス             | イリ・ナスターゼ ジミー・コナーズ                 | 6-4, 7-6, 2-6, 6-1               |
| 1976年        | ブライアン・ゴットフリート ラウル・ラミレス             | ジョン・ニューカム ジェフ・マスターズ             | 7-6, 5-7, 6-3, 3-6, 6-3          |
| 1977年        | ブライアン・ゴットフリート ラウル・ラミレス             | フレッド・マクネアー シャーウッド・スチュワート   | 6-7, 7-6, 7-5                    |
| 1978年        | ビクトル・ペッチ ベルス・プラヨー                       | ヤン・コデシュ トマシュ・スミッド                 | 6-7, 7-6, 6-1                    |
| 1979年        | ピーター・フレミング トマシュ・スミッド                 | イリ・ナスターゼ ホセ・ルイス・クラーク           | 4-6, 6-1, 7-5                    |
| 1980年        | マーク・エドモンドソン キム・ウォーウィック             | エリオット・テルチャー バラージュ・タロツィ       | 7-6, 7-6                         |
| 1981年        | アンドレス・ゴメス ハンス・ギルデマイスター             | ブルース・マンソン トマシュ・スミッド             | 7-5, 6-2                         |
| 1982年        | ハインツ・ギュンタード バラージュ・タロツィ             | ヴォイチェフ・フィバク ジョン・フィッツジェラルド | 6-4, 4-6, 6-3                    |
| 1983年        | ビクトル・ペッチ フランシスコ・ゴンザレス               | ヤン・グンナーソン マイク・リーチ                 | 6-2, 6-7, 6-4                    |
| 1984年        | ケン・フラック ロバート・セグソ                         | ジョン・アレクサンダー マイク・リーチ             | 3-6, 6-3, 6-4                    |
| 1985年        | アンダース・ヤリード マッツ・ビランデル                 | ケン・フラック ロバート・セグソ                   | 4-6, 6-3, 6-2                    |
| 1986年        | ギー・フォルジェ ヤニック・ノア                         | マーク・エドモンドソン シャーウッド・スチュワート | 7-6, 6-2                         |
| 1987年        | ギー・フォルジェ ヤニック・ノア                         | ミロスラフ・メチージュ トマシュ・スミッド         | 6-2, 6-7, 6-3                    |
| 1988年        | ホルヘ・ロサーノ トッド・ウィッツケン                   | アンダース・ヤリード トマシュ・スミッド           | 6-3, 6-3                         |
| 1989年        | ジム・クーリエ ピート・サンプラス                       | ダニーロ・マルセリーノ マウロ・メネツェス         | 6-4, 6-3                         |
| 1990年        | エミリオ・サンチェス セルヒオ・カサル                   | ジム・クーリエ マーティン・デービス               | 7-6, 7-5                         |
| 1991年        | ゴラン・イワニセビッチ オマール・カンポレーゼ           | ルーク・ジェンセン ローリー・ウォーダー           | 6-2, 6-3                         |
| 1992年        | ヤコブ・ラセク マルク・ロセ                             | マーク・クラッツマン ウェイン・フェレイラ         | 6-4, 3-6, 6-1                    |
| 1993年        | ヤッコ・エルティン ポール・ハーフース                   | マーク・クラッツマン ウェイン・フェレイラ         | 6-4, 7-6                         |
| 1994年        | エフゲニー・カフェルニコフ デビッド・リクル             | ハビエル・サンチェス ウェイン・フェレイラ         | 6-1, 7-5                         |
| 1995年        | ダニエル・バチェク シリル・スーク                       | ヨナス・ビョルクマン ヤン・アペル                 | 6-3, 6-4                         |
| 1996年        | バイロン・ブラック グラント・コネル                     | リボール・ピメク バイロン・タルボット             | 6-2, 6-3                         |
| 1997年        | ダニエル・ネスター マーク・ノールズ                     | バイロン・ブラック アレックス・オブライエン       | 6-3, 4-6, 7-5                    |
| 1998年        | マヘシュ・ブパシ リーンダー・パエス                     | リック・リーチ エリス・フェレイラ                 | 6-4, 4-6, 7-6                    |
| 1999年        | リック・リーチ エリス・フェレイラ                       | デビッド・アダムズ ジョン・ラフニー・デ・ヤーガー | 6-7, 6-1, 6-2                    |
| 2000年        | マルティン・ダム ドミニク・フルバティ                   | エフゲニー・カフェルニコフ ウェイン・フェレイラ   | 6-4, 4-6, 6-3                    |
| 2001年        | エフゲニー・カフェルニコフ ウェイン・フェレイラ         | ダニエル・ネスター サンドン・ストール             | 6-4, 7-6                         |
| 2002年        | マルティン・ダム シリル・スーク                         | ウェイン・ブラック ケビン・ウリエット             | 7-5, 7-5                         |
| 2003年        | ウェイン・アーサーズ ポール・ハンリー                   | ファブリス・サントロ ミカエル・ロドラ             | 7-5, 7-6                         |
| 2004年        | マヘシュ・ブパシ マックス・ミルヌイ                     | ウェイン・アーサーズ ポール・ハンリー             | 1-6, 6-4, 7-6                    |
| 2005年        | ファブリス・サントロ ミカエル・ロドラ                   | ボブ・ブライアン マイク・ブライアン               | 7-5, 6-4                         |
| 2006年        | ダニエル・ネスター マーク・ノールズ                     | ジョナサン・エルリック アンディ・ラム             | 6-4, 5-7, [13-11]                |
| 2007年        | ファブリス・サントロ ネナド・ジモニッチ                 | ボブ・ブライアン マイク・ブライアン               | 6-4, 6-7, [10-7]                 |
| 2008年        | ボブ・ブライアン マイク・ブライアン                     | ダニエル・ネスター ネナド・ジモニッチ             | 3-6, 6-4, [10-8]                 |
| 2009年        | ダニエル・ネスター ネナド・ジモニッチ                   | ボブ・ブライアン マイク・ブライアン               | 7-6, 6-3                         |
| 2010年        | ボブ・ブライアン マイク・ブライアン                     | ジョン・イスナー サム・クエリー                   | 6-2, 6-3                         |
| 2011年        | ジョン・イスナー サム・クエリー                         | マーディ・フィッシュ アンディ・ロディック         | 不戦勝                           |
| 2012年        | マルセル・グラノリェルス マルク・ロペス                 | ルカシュ・クボット ヤンコ・ティプサレビッチ       | 6-3, 6-2                         |
| 2013年        | ボブ・ブライアン マイク・ブライアン                     | アレクサンダー・ペヤ ブルーノ・ソアレス           | 6-2, 6-3                         |
| 2014年        | ダニエル・ネスター ネナド・ジモニッチ                   | ロビン・ハーセ フェリシアーノ・ロペス             | 6-4, 7-6(7-2)                    |
| 2015年        | パブロ・クエバス ダビド・マレーロ                       | マルセル・グラノリェルス マルク・ロペス           | 6-4, 7-5                         |
| 2016年        | ボブ・ブライアン マイク・ブライアン                     | バセク・ポシュピシル ジャック・ソック             | 2-6, 6-3, [10-7]                 |
| 2017年        | ピエール＝ユーグ・エルベール ニコラ・マユ               | イワン・ドディグ マルセル・グラノリェルス         | 4-6, 6-4, [10-3]                 |
| 2018年        | フアン・セバスティアン・カバル ロベルト・ファラ         | パブロ・カレーニョ・ブスタ ジョアン・ソウザ       | 3-6, 6-4, [10-4]                 |
| 2019年        | フアン・セバスティアン・カバル ロベルト・ファラ         | レイベン・クラーセン マイケル・ヴィーナス         | 6-1, 6-3                         |
| 2020年        | マルセル・グラノリェルス オラシオ・セバジョス           | ジョン・ピアース マイケル・ヴィーナス             | 7-6(7-4), 7-6(7-5)               |
| 2021年        | ニコラ・メクティッチ マテ・パビッチ                     | ラジーブ・ラム ジョー・サリスベリ                 | 6-4, 7-6(7-4)                    |

### 女子ダブルス
| 年            | 優勝者                                                | 準優勝者                                                            | スコア                |
| ------------- | ----------------------------------------------------- | ------------------------------------------------------------------- | --------------------- |
| 1930年        | リリ・デ・アルバレス ルチア・バレリオ                 | クロード・アネ M・ニューフェルス                                    | 7-5, 5-7, 7-5         |
| 1931年        | A・ルザッティ R・ガグリアルディ                       | ドロシー・アンドルース ルチア・バレリオ                             | 6-3, 1-6, 6-3         |
| 1932年        | ロレット・パヨー コレット・ロザンベール               | ドロシー・アンドルース ルチア・バレリオ                             | 7-5, 6-3              |
| 1933年        | ドロシー・アンドルース イダ・アダモフ                 | エリザベス・ライアン ルチア・バレリオ                               | 6-3, 1-6, 6-4         |
| 1934年        | エリザベス・ライアン ヘレン・ジェイコブス             | ドロシー・アンドルース イダ・アダモフ                               | 7-5, 9-7              |
| 1935年        | イブリン・ディアマン ナンシー・ライル                 | エリザベス・ライアン シリー・アウセム                               | 6-2, 6-4              |
| 1936年-1949年 | 大会開催なし                                          | 大会開催なし                                                        | 大会開催なし          |
| 1950年        | ジーン・クォーティアー ジーン・ウォーカー・スミス     | ベティ・ヒルトン ケイ・タッキー                                     | 1-6, 6-3, 6-2         |
| 1951年        | シャーリー・フライ ドリス・ハート                     | ルイーズ・ブラフ テルマ・コイン・ロング                             | 6-1, 7-5              |
| 1952年        | ネル・ホール・ホップマン テルマ・コイン・ロング       | ニクラ・ミグリオーリ ヴィットリア・トノーリ                         | 6-2, 6-8, 6-1         |
| 1953年        | モーリーン・コノリー ジュリア・サンプソン             | シャーリー・フライ ドリス・ハート                                   | 6-8, 6-4, 6-4         |
| 1954年        | パトリシア・ウォード エレイン・ワトソン               | ネリー・アダムソン ジネット・ブケイユ                               | 3-6, 6-3, 6-4         |
| 1955年        | パトリシア・ウォード クリスティアーネ・メルセリス     | ベリル・ペンローズ フェイ・ミュラー                                 | 6-4, 10-8             |
| 1956年        | メアリー・ベヴィス・ホートン テルマ・コイン・ロング   | アンジェラ・バクストン ダーリーン・ハード                           | 6-4, 6-8, 9-7         |
| 1957年        | メアリー・ベヴィス・ホートン テルマ・コイン・ロング   | ヨラ・ラミレス ロージー・レイズ                                     | 6-1, 6-1              |
| 1958年        | シャーリー・ブルーマー クリスティン・トルーマン       | メアリー・ベヴィス・ホートン テルマ・コイン・ロング                 | 6-3, 6-2              |
| 1959年        | ヨラ・ラミレス ロージー・レイズ                       | マリア・ブエノ ジャネット・ホップス                                 | 4-6, 6-4, 6-4         |
| 1960年        | ヨラ・ラミレス マーガレット・ヘルヤー                 | アン・ヘイドン シャーリー・ブラッシャー                             | 6-4, 6-4              |
| 1961年        | ジャン・レヘイン レスリー・ターナー                   | マーガレット・スミス メアリー・カーター・レイタノ                   | 2-6, 6-1, 6-1         |
| 1962年        | マリア・ブエノ ダーリーン・ハード                     | シルバナ・ラザリーノ レア・ペリコリ                                 | 6-4, 6-4              |
| 1963年        | マーガレット・スミス ロビン・エバーン                 | シルバナ・ラザリーノ レア・ペリコリ                                 | 6-2, 6-3              |
| 1964年        | マーガレット・スミス レスリー・ターナー               | シルバナ・ラザリーノ レア・ペリコリ                                 | 6-1, 6-2              |
| 1965年        | アネッテ・バン・ジル マドンナ・シャクト               | シルバナ・ラザリーノ レア・ペリコリ                                 | 2-6, 6-2, 12-10       |
| 1966年        | アネッテ・バン・ジル ノルマ・ベイロン                 | アン・ヘイドン＝ジョーンズ エリザベス・スターキー                   | 6-3, 1-6, 6-2         |
| 1967年        | ロージー・カザルス レスリー・ターナー                 | シルバナ・ラザリーノ レア・ペリコリ                                 | 7-5, 7-5              |
| 1968年        | マーガレット・スミス・コート バージニア・ウェード     | アネッテ・バン・ジル パトリシア・ウォークデン                       | 6-2, 7-5              |
| 1969年        | フランソワーズ・デュール アン・ヘイドン＝ジョーンズ   | ビリー・ジーン・キング ロージー・カザルス                           | 6-3, 3-6, 6-2         |
| 1970年        | ビリー・ジーン・キング ロージー・カザルス             | フランソワーズ・デュール バージニア・ウェード                       | 6-2, 3-6, 9-7         |
| 1971年        | ヘルガ・マストホフ バージニア・ウェード               | ヘレン・グーレイ レスリー・ターナー・ボウリー                       | 5-7, 6-2, 6-2         |
| 1972年        | レスリー・ハント オルガ・モロゾワ                     | ゲイル・シェリフ ロザルバ・ビド                                     | 6-3, 6-4              |
| 1973年        | バージニア・ウェード オルガ・モロゾワ                 | レナータ・トマノワ マルチナ・ナブラチロワ                           | 3-6, 6-2, 7-5         |
| 1974年        | クリス・エバート オルガ・モロゾワ                     | ヘルガ・マストホフ ハイデ・オルト                                   | 不戦勝                |
| 1975年        | クリス・エバート マルチナ・ナブラチロワ               | スー・バーカー グリニス・コールズ                                   | 6-1, 6-2              |
| 1976年        | イラナ・クロス リンキー・ボショフ                     | バージニア・ルジッチ マリアナ・シミオネスク                         | 6-1, 6-2              |
| 1977年        | マリセ・クルーガー ブリギッテ・キーパーズ             | シャロン・ウォルシュ バニー・ブルーニング                           | 3-6, 7-5, 6-2         |
| 1978年        | ミマ・ヤウソベッツ バージニア・ルジッチ               | ベッツィ・ナゲルセン フロレンタ・ミハイ                             | 6-2, 2-6, 7-6         |
| 1979年        | ベティ・ストーブ ウェンディ・ターンブル               | イボンヌ・グーラゴング・コーリー ケリー・レイド                     | 6-3, 6-4              |
| 1980年        | ハナ・マンドリコワ レナータ・トマノワ                 | イバンナ・マドルガ アドリアーナ・ビラグラン                         | 6-4, 6-4              |
| 1981年        | キャンディ・レイノルズ ポーラ・スミス                 | クリス・エバート・ロイド バージニア・ルジッチ                       | 7-5, 6-1              |
| 1982年        | キャシー・ホーバス イボンヌ・フェルマーク             | ビリー・ジーン・キング イラナ・クロス                               | 2-6, 6-4, 7-6         |
| 1983年        | バージニア・ウェード バージニア・ルジッチ             | イバンナ・マドルガ カトリーヌ・タンビエ                             | 6-3, 2-6, 6-1         |
| 1984年        | ヘレナ・スコバ イバ・ブダロワ                         | キャシー・ホーバス バージニア・ルジッチ                             | 7-6, 1-6, 6-4         |
| 1985年        | サンドラ・チェッキーニ ラファエラ・レジ               | パトリシア・ムルゴ バーバラ・ロマノ                                 | 1-6, 6-4, 6-3         |
| 1986年        | 女子部門実施なし                                      | 女子部門実施なし                                                    | 女子部門実施なし      |
| 1987年        | マルチナ・ナブラチロワ ガブリエラ・サバティーニ       | クラウディア・コーデ＝キルシュ ヘレナ・スコバ                       | 6-4, 6-1              |
| 1988年        | カトリーヌ・スワレ ヤナ・ノボトナ                     | ジェニー・バーン ジャニン・トンプソン                               | 6-3, 4-6, 7-5         |
| 1989年        | エリザベス・スマイリー ジャニン・トンプソン           | メルセデス・パス マノン・ボーラグラフ                               | 6-4, 6-3              |
| 1990年        | モニカ・セレシュ ヘレン・ケレシ                       | ローラ・ガロン ローラ・ゴラルサ                                     | 6-3, 6-4              |
| 1991年        | モニカ・セレシュ ジェニファー・カプリアティ           | ニコル・プロビス エルナ・ライナッハ                                 | 7-5, 6-2              |
| 1992年        | モニカ・セレシュ ヘレナ・スコバ                       | カテリナ・マレーバ バーバラ・リットナー                             | 6-1, 6-2              |
| 1993年        | アランチャ・サンチェス・ビカリオ ヤナ・ノボトナ       | メアリー・ジョー・フェルナンデス ジーナ・ガリソン                   | 6-4, 6-2              |
| 1994年        | ジジ・フェルナンデス ナターシャ・ズベレワ             | ガブリエラ・サバティーニ ブレンダ・シュルツ                         | 6-1, 6-3              |
| 1995年        | ジジ・フェルナンデス ナターシャ・ズベレワ             | コンチタ・マルティネス パトリシア・タラビーニ                       | 4-6, 7-6, 6-4         |
| 1996年        | アランチャ・サンチェス・ビカリオ イリナ・スピールリア | ジジ・フェルナンデス マルチナ・ヒンギス                             | 6-4, 3-6, 6-3         |
| 1997年        | ニコル・アレント マノン・ボーラグラフ                 | コンチタ・マルティネス パトリシア・タラビーニ                       | 6-2, 6-4              |
| 1998年        | ビルヒニア・ルアノ・パスクアル パオラ・スアレス       | アランチャ・サンチェス・ビカリオ アマンダ・クッツァー               | 7-6, 6-4              |
| 1999年        | マルチナ・ヒンギス アンナ・クルニコワ                 | ナタリー・トージア アレクサンドラ・フセ                             | 6-2, 6-2              |
| 2000年        | リサ・レイモンド レネ・スタブス                       | アランチャ・サンチェス・ビカリオ マギ・セルナ                       | 6-3, 4-6, 6-2         |
| 2001年        | エレーナ・リホフツェワ カーラ・ブラック               | パオラ・スアレス パトリシア・タラビーニ                             | 6-1, 6-1              |
| 2002年        | ビルヒニア・ルアノ・パスクアル パオラ・スアレス       | コンチタ・マルティネス パトリシア・タラビーニ                       | 6-3, 6-4              |
| 2003年        | スベトラーナ・クズネツォワ マルチナ・ナブラチロワ     | ナディア・ペトロワ エレナ・ドキッチ                                 | 6-4, 5-7, 6-2         |
| 2004年        | ナディア・ペトロワ メガン・ショーネシー               | ビルヒニア・ルアノ・パスクアル パオラ・スアレス                     | 2-6, 6-3, 6-3         |
| 2005年        | リーゼル・フーバー カーラ・ブラック                   | マリア・キリレンコ アナベル・メディナ・ガリゲス                     | 6-0, 4-6, 6-1         |
| 2006年        | 杉山愛 ダニエラ・ハンチュコバ                         | フランチェスカ・スキアボーネ クベタ・ペシュケ                       | 3-6, 6-3, 6-1         |
| 2007年        | ナタリー・ドシー マラ・サンタンジェロ                 | タチアナ・ガルビン ロベルタ・ビンチ                                 | 6-4, 6-1              |
| 2008年        | 詹詠然 荘佳容                                         | イベタ・ベネソバ ヤネッテ・フサロバ                                 | 7-6, 6-3              |
| 2009年        | 彭帥 謝淑薇                                           | 杉山愛 ダニエラ・ハンチュコバ                                       | 7-5, 7-6              |
| 2010年        | ヒセラ・ドゥルコ フラビア・ペンネッタ                 | ヌリア・リャゴステラ・ビベス マリア・ホセ・マルティネス・サンチェス | 6-4, 6-2              |
| 2011年        | 彭帥 鄭潔                                             | バニア・キング ヤロスラワ・シュウェドワ                             | 6-2, 6-3              |
| 2012年        | サラ・エラニ ロベルタ・ビンチ                         | エカテリーナ・マカロワ エレーナ・ベスニナ                           | 6-2, 7-5              |
| 2013年        | 謝淑薇 彭帥                                           | サラ・エラニ ロベルタ・ビンチ                                       | 4-6, 6-3, [10-8]      |
| 2014年        | クベタ・ペシュケ カタリナ・スレボトニク               | サラ・エラニ ロベルタ・ビンチ                                       | 4-0 途中棄権          |
| 2015年        | ティメア・バボシュ クリスティナ・ムラデノビッチ       | マルチナ・ヒンギス サニア・ミルザ                                   | 6-4, 6-3              |
| 2016年        | マルチナ・ヒンギス サニア・ミルザ                     | エカテリーナ・マカロワ エレーナ・ベスニナ                           | 6-1, 6-7(5-7), [10-3] |
| 2017年        | マルチナ・ヒンギス 詹詠然                             | エカテリーナ・マカロワ エレーナ・ベスニナ                           | 7-5, 7-6(7-4)         |
| 2018年        | アシュリー・バーティ デミ・スゥース                   | アンドレア・フラバーチコバ バルボラ・ストリコバ                     | 6-3, 6-4              |
| 2019年        | ビクトリア・アザレンカ アシュリー・バーティ           | アンナ＝レナ・グローネフェルト デミ・スゥース                       | 4-6, 6-0, [10-3]      |
| 2020年        | 謝淑薇 バルボラ・ストリコバ                           | アンナ・レナ・フリードサム イオアナ・ラルカ・オラル                 | 6-2, 6-2              |
| 2021年        | シャロン・フィッチマン ジウリアナ・オルモス           | クリスティナ・ムラデノビッチ マルケタ・ボンドロウソバ               | 4-6, 7-5, [10-5]      |

### 混合ダブルス
混合ダブルスは第1回大会の1930年から実施されてきたが、1968年を最後に廃止され、現在は行われていない。
| 年            | 優勝者                                            | 準優勝者                                      | スコア                             |
| ------------- | ------------------------------------------------- | --------------------------------------------- | ---------------------------------- |
| 1930年        | ウンベルト・デ・モルプルゴ リリ・デ・アルバレス   | ジョージ・ヒューズ ルチア・バレリオ           | 4-6, 6-4, 6-2                      |
| 1931年        | ジョージ・ヒューズ ルチア・バレリオ               | アルベルト・デル・ボノ ドロシー・アンドルース | 6-0, 6-1                           |
| 1932年        | ジャック・ボンテ ロレット・パヨー                 | アルベルト・デル・ボノ ドロシー・アンドルース | 6-1, 6-2                           |
| 1933年        | アンドレ・マルタン＝レゲイ ドロシー・アンドルース | エミール・ガブロビッツ Y・オルランディーニ    | 6-4, 6-3                           |
| 1934年        | ヘンリー・カリー エリザベス・ライアン             | フラニョ・プンチェツ ロリン・コカーク         | 6-1, 6-3                           |
| 1935年        | ハリー・ホップマン ヤドヴィガ・イェンジェヨフスカ | ジョージ・ヒューズ イブリン・ディアマン       | 6-3, 1-6, 6-3                      |
| 1936年-1949年 | 大会開催なし                                      | 大会開催なし                                  | 大会開催なし                       |
| 1950年        | エイドリアン・クイスト ガートルード・モラン       | ジョバンニ・クチェリ アナリス・ボッシ         | 6-3, 1-1 途中棄権                  |
| 1951年        | フェリシモ・アンポン シャーリー・フライ           | レナート・ベルゲリン ドリス・ハート           | 8-6, 3-6, 6-4                      |
| 1952年        | クルト・ニールセン アービラ・マグワイア           | E・ミゴーネ M・J・デリバ                      | 4-6, 6-3, 6-3                      |
| 1953年        | ビック・セイシャス ドリス・ハート                 | メルビン・ローズ モーリーン・コノリー         | 6-4, 6-4                           |
| 1954年        | ビック・セイシャス モーリーン・コノリー           | トニー・トラバート バーバラ・キンブレル       | 3-6, 11-9, 3-3 途中棄権            |
| 1955年        | エンリケ・モレア パトリシア・ウォード             | メルビン・ローズ ベリル・ペンローズ           | 不戦勝                             |
| 1956年        | ルイス・アヤラ テルマ・コイン・ロング             | ジョルジオ・ファシーニ シャーリー・ブルーマー | 6-4, 6-3                           |
| 1957年        | ルイス・アヤラ テルマ・コイン・ロング             | ロバート・ハウ シャーリー・ブルーマー         | 6-1, 6-1                           |
| 1958年        | ジョルジオ・ファシーニ シャーリー・ブルーマー     | ルイス・アヤラ テルマ・コイン・ロング         | 4-6, 6-2, 9-7                      |
| 1959年        | ハビエル・コントレラス ロージー・レイズ           | ウィリアム・ナイト ヨラ・ラミレス             | 9-7, 6-1                           |
| 1960年        | 部門実施なし（雨天のため）                        | 部門実施なし（雨天のため）                    | 部門実施なし（雨天のため）         |
| 1961年        | ロイ・エマーソン マーガレット・スミス             | ボブ・ヒューイット ジャン・レヘイン           | 6-1, 6-1                           |
| 1962年        | フレッド・ストール レスリー・ターナー             | オーウェン・デビッドソン マドンナ・シャクト   | 6-4, 6-1                           |
| 1963年        | 競技不成立（準々決勝で中断のため）                | 競技不成立（準々決勝で中断のため）            | 競技不成立（準々決勝で中断のため） |
| 1964年        | ジョン・ニューカム マーガレット・スミス           | トーマス・コッホ マリア・ブエノ               | 3-6, 7-5, 6-2                      |
| 1965年        | ホセ・エディソン・マンダリーノ カルメン・コロナド | ビセント・ザラズア エレナ・スビラッツ         | 6-1, 6-1                           |
| 1966年        | 部門実施なし                                      | 部門実施なし                                  | 部門実施なし                       |
| 1967年        | ビル・ボウリー レスリー・ターナー                 | フルー・マクミラン フランソワーズ・デュール   | 6-2, 7-5                           |
| 1968年        | マーティー・リーセン マーガレット・スミス・コート | トム・オッカー バージニア・ウェード           | 8-6, 6-3                           |